# 28813 Jeffreykurtz
28813 Jeffreykurtz è un asteroide della fascia principale. Scoperto nel 2000, presenta un'orbita caratterizzata da un semiasse maggiore pari a 3,0516918 UA e da un'eccentricità di 0,1109334, inclinata di 2,47141° rispetto all'eclittica.